# یواس‌اس کینگ‌فیشر (اس‌پی-۷۶)
یواس‌اس کینگ‌فیشر (اس‌پی-۷۶) (به انگلیسی: USS Kingfisher (SP-76)) یک کشتی بود که طول آن ۶۰ فوت (۱۸ متر) بود. این کشتی در سال ۱۹۱۶ ساخته شد.